# Declaración del profesorado alemán a favor de Adolf Hitler

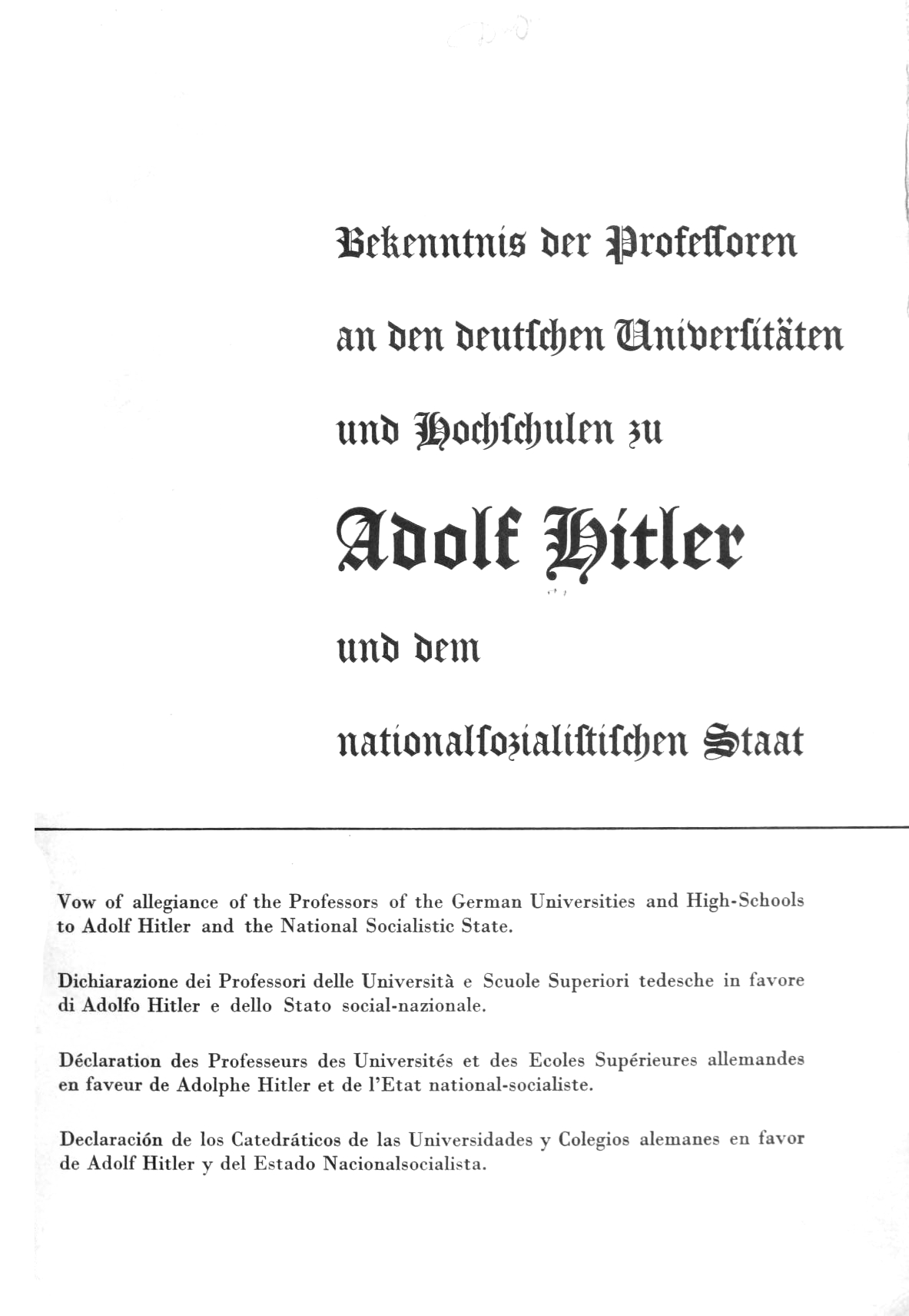
Primera página del documento

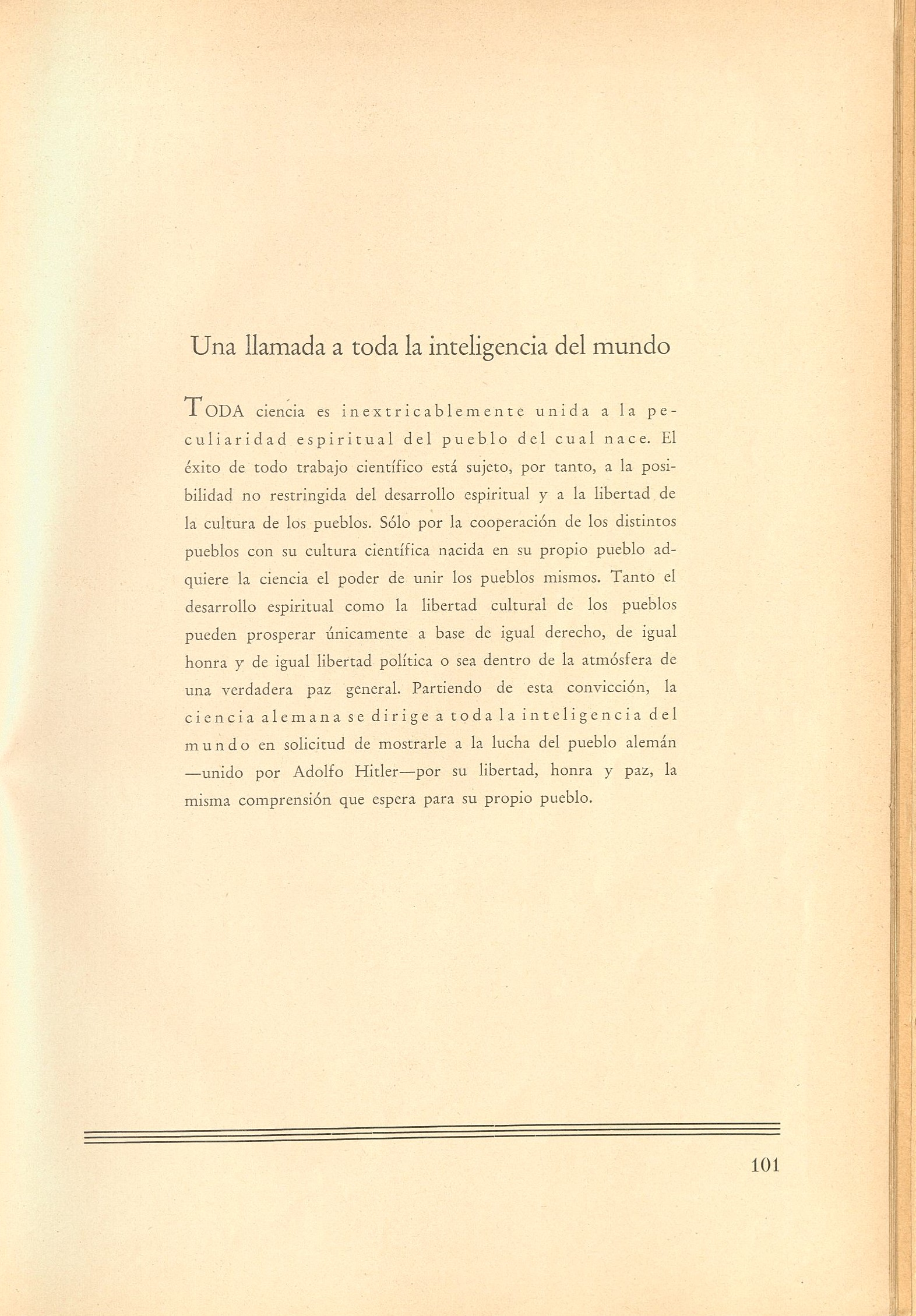
Declaración

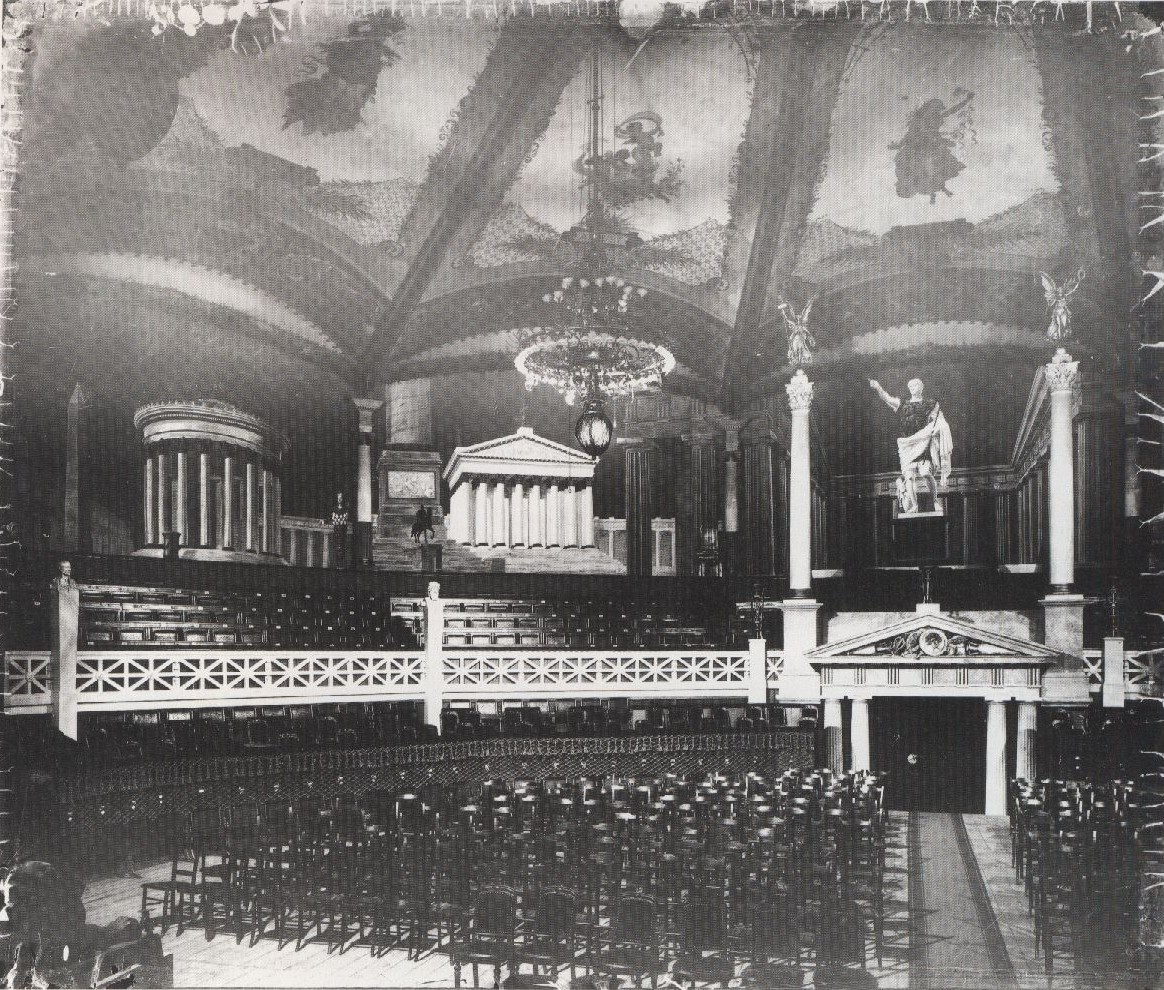
Alberthalle en Leipzig

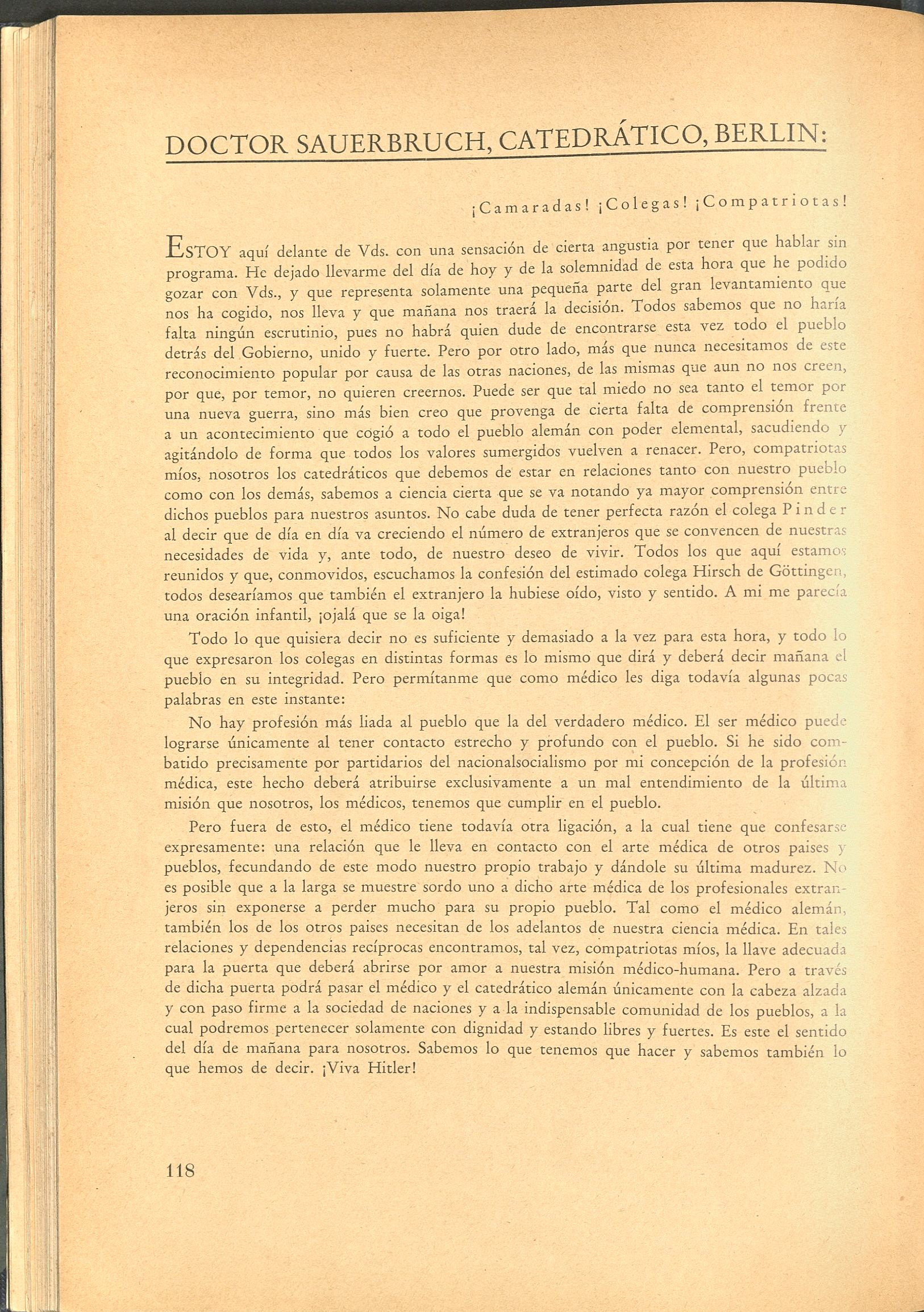
Ferdinand Sauerbruch

La Declaración del profesorado alemán a favor de Adolf Hitler (en alemán: Bekenntnis der Professoren an den deutschen Universitäten und Hochschulen zu Adolf Hitler und dem nationalsozialistischen Staat) es un documento presentado el 11 de noviembre de 1933 en conmemoración de la revolución nacional-socialista. La presentación tuvo lugar en el Alberthalle de Leipzig, como un juramento de los intelectuales alemanes en pro del régimen nazi. El título de la declaración es Mit Adolf Hitler für des deutschen Volkes Ehre, Freiheit und Recht. En otras denominaciones de las publicaciones de la época y en documentos oficiales constan también palabras como Kundgebung dé deutschen Wissenschaft o abreviadamente Bekenntnis dé Professoren, así como Ruf an die Gebildeten dé Welt.

## Antecedentes
Organizador de la declaración y editor del material impreso fue la Liga de los Profesores Nacionalsocialistas de Sajonia. El evento ocurrió en la víspera del "referéndum" sobre la salida de la Sociedad de las Naciones, decidida el 14 de octubre, que fue asociado con las Elecciones federales de noviembre de 1933 y fue una elección de fachada, porque había solo candidatos del NSDAP. La declaración fue, por lo tanto, también una convocatoria electoral. Varios discursos destacaron la supuesta ansia de paz de Alemania, que debería ser seguida de la libertad y de la honra nacional. La salida de la Sociedad de las Naciones fue justificada por la búsqueda de la igualdad de Alemania en el escenario internacional, que solo podría ser alcanzada con la retirada de las disposiciones discriminatorias de la Sociedad. A pesar de que el Estado Nacional Socialista había interferido con anterioridad y de manera brusca en la libertad de enseñanza académica de las universidades a través de la ley para el restablecimiento del servicio público, muchos profesores y científicos firmaron pensando que mejoraría el clima en las universidades, se acabaría con las cátedras de profesores controvertidos (muchos de ellos judíos) y se afirmarían sus convicciones democráticas. Sin embargo, el curso de los días certificó que la autodeterminación de las universidades fue eliminada por la introducción del Führerprinzip, donde el NSDAP conquistó una influencia decisiva.

## Profesorado firmante
A
- Narziss Ach
- Emil Artin

B
- Heinrich Barkhausen
- Julius Bartels

H
- Otto Heckmann